# Julie Elizabeth Nelson
Julie Elizabeth Nelson BEM (4 de juny de 1985) és una futbolista d'Irlanda del Nord que juga amb les Crusaders Strikers en la posició de defensa. Representa Irlanda del Nord a la selecció femenina de futbol d'Irlanda del Nord. Abans de jugar amb les Crusaders Strikers va jugar amb el Durham Women, Glasgow City, Everton Ladies i Íþróttabandalag Vestmannaeyja.
Nelson va fer el seu debut internacional durant la Copa de l'Algarve de 2004. Va jugar el seu partit número 100 amb Irlanda del Nord el setembre de 2018, i es va convertir així en la primera jugadora a assolir aquesta fita.
A la llista d'honors de 2021 va rebre la Medalla de l'Imperi Britànic (BEM) pels serveis al futbol femení.
El 7 de juliol de 2022 Nelson va marcar el primer gol de la història de la selecció femenina d'Irlanda del Nord a l'Eurocopa, en un partit on tanmateix Irlanda del Nord fou derrotada (4-1) per Noruega. Amb aquest gol, Nelson també es va convertir en la dona més gran en marcar a la història de l'Eurocopa amb 37 anys i 33 dies.

## Fites

### amb el Glasgow City
- Premier League femenina escocesa: 2013, 2014[3]
- Copa femenina d'Escòcia (2): 2013, 2014[3]
- Copa de la Premier League femenina escocesa: 2014[3]

### amb el Íþróttabandalag Vestmannaeyja
- Subcampiona de la Úrvalsdeild: 2012[3]

### amb les Crusaders Strikers
- Premier League femenina: 2002, 2003, 2005, 2009, 2010[10]